# Maarten Van Ingelgem
Maarten Van Ingelgem (Dendermonde, 6 februari 1976) is een Vlaams componist, pianist, dirigent & leraar. 

## Opleiding
Van Ingelgem is de zoon van de organist, improvisator en componist Kristiaan Van Ingelgem. Ook zijn grootvader was organist en koordirigent. In de Academie voor Podiumkunsten in Aalst begon hij op 11-jarige leeftijd met pianolessen bij Paul Van Nieuwenborgh en op 15 jaar orgellessen bij zijn vader. Zangles kreeg hij van Saartje Raman aan de Muziekacademie in Gooik
Van Ingelgem studeerde piano bij Jan Michiels aan het Koninklijk Conservatorium Brussel. Hij haalde in 2000 een Masterdiploma voor piano. Aan het Koninklijk Conservatorium Antwerpen behaalde hij in 2003 het Masterdiploma Compositie bij Wim Henderickx.

## Prijzen
Van Ingelgem ontving voor zijn pianoconcerto de prijs voor nieuwe muziek 2005 van de provincie Oost-Vlaanderen en in 2008 reikte SABAM hem de Gouden Klaproos uit voor koorcompositie.
In 2012 won hij met zijn compositie '24 12 1914' voor mannenkoor en twee klaroenen de European Award for Choral Composers van de European Choral Association. In 2014 kreeg 'Fairy Ring’ voor vrouwenkoor (de Engelse versie van 'De Roes' uit ‘Jaarringen') een ’special mention’ bij dezelfde Awards. Voor ‘Autumn Soils’ voor gemengd koor en piano ontving hij in 2020 eveneens de European Award for Choral Composers.
Met Onvoltooid Landschap eindigde hij in 2015 op plaats 13 in Klara's Top 100.

## Activiteiten
Van Ingelgem is docent Compositie aan LUCA School of Arts - Campus Lemmens, leerkracht Compositie en Muziektheorie aan de Academie voor Podiumkunsten - Utopia Aalst en pianobegeleider aan de academies van Ninove en Dilbeek. 
Hij vormt een duo met zijn zus, lyrische sopraan Tineke van Ingelgem. Ook vormt hij een vierhandig duo met de Aalsterse pianist Tom Deneckere.
Van Ingelgem is dirigent van het kamerkoor ‘De 2de Adem’ uit Gent, dat zich toelegt op hedendaagse muziek. Daarnaast was hij zanger (bas) bij Aquarius onder leiding van Marc Michaël De Smet.
Hij was Artistic Director van de World Choir Games 2021 Vlaanderen.

## Composities (selectieve lijst)

### Solomuziek
- Piano
  - Ostinato, voor piano linkerhand (2017)
  - Last & Final Call for Space Traveler Cage (2013), of voor toy-piano
  - Ricercare (2008)
  - Asa giri ya (2004)
- Andere instrumenten
  - Game, klarinet (2015)
  - Berienza, viool (2003)
  - Silex, cello (2003)
  - Meditatio, orgel (2003)
  - Tuned, beiaard (2002)

### Kamermuziek
- Strijkkwartet
  - Helices (2007)
  - I be not (2005)
  - Soëos, met dwarsfluit (2003)
- Andere
  - Devil Hill, voor trompet en piano (2015)
  - Muziek voor een ruimtehaven, voor viool, klarinet, cello en piano (2013)
  - Tivoli, voor fluitenkwartet (2008)
  - Lamentatio en Canzona, voor drie trompetten (2007)
  - Air, voor elektrische gitaar en beiaard (2005)

### Ensemble
- Laokoön, voor altvioolsolo, hobo, sopraansaxofoon, twee trombones en slagwerk (2003)
- Gen, voor sopraan, fluit, klarinet, viool, cello en piano (2002)

### Orkestmuziek
- Pianoconcerto (2005)
- Leireken, voor strijkorkest (1998)

### Vocaal
- Liederen van een Kapseizend Paard, voor sopraan, mezzosopraan en piano, op tekst van Els Moors (2018)
- Ik zal het hooren, voor tenor, cello en piano (2010)
- Infans, kameropera voor één vrouwenstem, vier mannenstemmen, beiaard en orgel (2003)
- E.G.O., voor mezzosopraan en piano (2002)

### Koormuziek
- Kinderkoor
  - Lamtietie, damtietie, op tekst van C.J. Langenhoven (2011)
- Vrouwenkoor
  - Jaarringen, met harp, op tekst van Annie Van Keymeulen (2012)
  - Metamorfose, op tekst van Gerrit Komrij (2011)
  - Kuss, op tekst van Friedrich Schiller (2007)
- Mannenkoor
  - Magnolie, op tekst van Volkmar Mühleis (2015)
  - 24 12 1914, met twee klaroenen, op psalmteksten (2009)
  - Suid-Afrikaans Drinklied, op tekst van W.J. Du Plessis Erlank (2005)
- Gemengd koor
  - Rakvere, op tekst van Peter Theunynck (2016)
  - Autumn Soils, op tekst van Jos Stroobants (2019)
  - The Wrong of Spring, op tekst van William Shakespeare (2005)
- Meerdere koren
  - Onvoltooid Landschap, voor kinderkoor, jeugdkoor, basiskoor, concertkoor, slagwerk, saxofoonkwartet en verteller, op tekst van Annelies Verbeke (2014)

## Discografie
- Meditatio (Maarten Van Ingelgem)
- Kojiki (De 2de Adem o.l.v. Maarten Van Ingelgem)
- Coeur d'Afrique (Tolievat en het OVKO)
- Suid-Afrikaans Drinklied (Goeyvaerts Consort o.l.v. Marc Michaël De Smet)
- Tivoli (Pamina)
- Ik zal het hooren (Ivan Goossens, Luc Tooten en Stéphane De May)
- Kuss (Caloroso)
- Nachtlied (Camerata Aetas Nova o.l.v. Dieter Staelens)
- Jaarringen (Aquarius o.l.v. Marc Michael De Smet)
- DSK (Aranis)
- Magnolie (Ensemble Vocapella Limburg o.l.v. Tristan Meister)
- Lamtietie, damtietie (Aquarius o.l.v. Marc Michaël De Smet)
- Hampstead Heath (Brussels Chamber Choir o.l.v. Helen Cassano)
- Asa giri ya (Bart Meynkens)
- Suid-Afrikaans Drinklied (De Minnezangers o.l.v. Filip Haentjens)
- Hampstead Heath (Vlaams Radiokoor o.l.v. Bart Van Reyn)

## Partituuruitgave
- Metropolis (Antwerpen): Ruisen (in het boek Kinderen op vleugels van Jo Roels)
- Lantro (Grimbergen): Berienza
- Orgelkunst (Hoegaarden): Meditatio
- Euprint (Heverlee): Nachtlied, Ik zal het hooren, White Songs en Autumn Soils
- Centrum voor Vocale Muziek: Suid-Afrikaans Drinklied, Lamtietie, damtietie en Wat als… uit Onvoltooid Landschap
- Schott Music: Fairy Ring, Molly Malone (Cockles and Mussels) en Das Lieben bringt groß’ Freud’
- Allgemeiner Cäcilien-Verband für Deutschland: Das Lied des Geistes (Het Lied van de Geest)